# Escândalo dos Cachirules
O Escândalo dos Cachirules (também conhecido como "El Cachirulazo") foi um episódio futebolístico que aconteceu em 1988, quando descobriu-se que a seleção juvenil mexicana tinha pelo menos quatro jogadores acima da idade na disputa das eliminatórias para o Mundial sub-20 de 1989. A investigação resultou em uma punição internacional de dois anos a todas as seleções do México, e é considerada até hoje como uma das sanções mais fortes da história já impostas pela FIFA a uma seleção.
Este episódio ganhou esta alcunha devido a um personagem da televisão mexicana da década de 50 chamado "Cachirulo", que tinha uma idade muito menor do que a do ator que o interpretava (Enrique Alonso). 

## O escândalo
Em abril de 1988, a seleção sub-20 do México estava na Guatemala participando de uma competição classificatória para o Mundial da categoria quando um jornalista chamado Antonio Moreno descobriu, ao ler um anuário publicado pela Federação Mexicana de Futebol, que os jogadores mexicanos Aurelio Rivera, Gerardo Jiménez, José de la Fuente e José Luis Mata tinham uma idade maior do que o limite permitido pela FIFA. Rivera afirmou em entrevistas que todos os jogadores da seleção sub-20 (exceto Marco Antonio Ruíz e José Antonio Noriega) eram mais velhos que a idade limite para defendê-la, porém tais declarações não foram confirmadas. O jornalista ainda publicaria um artigo no jornal Ovaciones que alertava sobre o risco representado pelo gesto de tentar levar vantagem sobre os adversários ao escalar atletas mais velhos. O então presidente da Femexfut, Rafael del Castillo, minimizou o caso e fez duras críticas a Moreno.
Mesmo que essa prática fossem corriqueira entre as seleções pelo mundo, o que agravou a situação do México foi o fato de que meses antes a FIFA havia lançado uma declaração onde afirmava que a partir daquela data não permitiria mais nenhuma espécie de erro em relação às idades dos jogadores que fossem participar de competições da entidade.

## A histórica punição
Considerada até hoje como uma das sanções mais fortes da história, a FIFA (que na época tinha como presidente o brasileiro João Havelange) resolveu banir o México por dois anos de todas as competições oficiais de futebol (inicialmente, a punição foi feita pela CONCACAF, que excluiu os resultados do time sub-20, substituído pelos Estados Unidos, que disputariam o mundial da categoria juntamente com a Costa Rica), o que impossibilitou a participação do país nas Olimpiadas de Seul em 1988 (em seu lugar, entrou a Guatemala) e principalmente na Copa do Mundo de 1990. Assim, craques como Hugo Sánchez, Carlos Hermosillo, Ricardo Peláez, Alberto García Aspe, entre outros, não puderam participar daquela Copa que tinha tudo para ser uma das melhores da história do México.

## Os pivôs do escândalo
- Aurelio Rivera: capitão da seleção sub-20, o zagueiro que defendia na época o Tampico Madero teria falsificado sua idade em 7 anos (nasceu em 1961, sendo o mais velho do elenco).
- Gerardo Jiménez: nascido oficialmente em 1968, o meio-campista do Monterrey adulterou sua idade em 2 anos.
- José de la Fuente: também atleta do Monterrey na época, o atacante foi outro que teve sua verdadeira idade revelada (também nasceu em 1968).
- José Luis Mata: então jogador do Atlas, falsificou sua idade em 4 anos (nasceu em 1964).